# Algemesí
Algemesí – gmina w Hiszpanii, w prowincji Walencja, we wspólnocie autonomicznej Walencja, o powierzchni 41,3 km². W 2011 roku liczyła 28 358 mieszkańców.

## Współpraca
- Riom, Francja